# Chondrosum
Chondrosum là một chi thực vật có hoa trong họ Hòa thảo (Poaceae).

## Loài
Chi Chondrosum gồm các loài: